# Empresa Insulana de Navegação
Die Empresa Insulana de Navegação war eine 1871 gegründete portugiesische Reederei. Sie betrieb Linien zu den Azoren und Madeira, zeitweise auch nach Nordamerika, Afrika und Nordeuropa. 1974 fusionierte sie mit der Companhia Colonial de Navegação.

## Geschichte

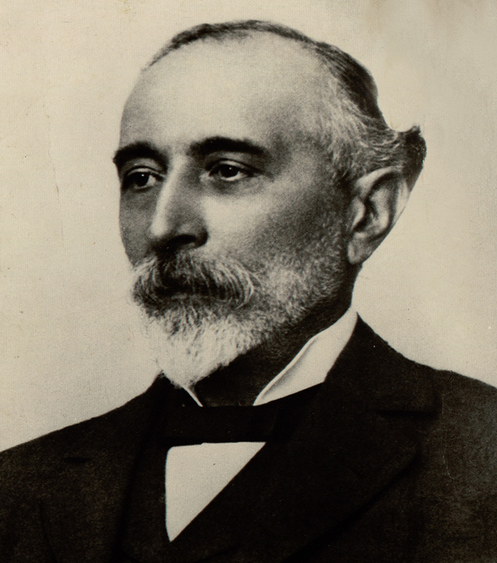
José Bensaúde im Jahr 1889

### Vorgeschichte und Gründung
Mit dem Rückzug der Empresa Lusitana, mit der die englische Reederei Bailey & Leetham in Portugal operiert hatte, gründete eine Gruppe azoreanischer Geschäftsleute am 10. April 1871 die Empresa do Barão de Fonte Bella, die eine Linienverbindung zwischen Portugal und fünf Inseln der Azoren beabsichtigte. Dazu erwarb sie von der Empresa Lusitana die beiden Schiffe Atlântico und Insulano. Bei der Erweiterung des Gesellschafterkreises beteiligte sich auch José Bensaude an dem Unternehmen, das ab 13. Dezember 1871 als Empresa Insulana de Navegação firmierte. Zum Erhalt staatlicher Zuschüsse verpflichtete sich die Reederei, zwischen Lissabon und den Azoren monatlich zwei Verbindungen und nach Madeira eine Verbindung zu unterhalten. Sitz des Unternehmens wurde Ponta Delgada auf der Azoreninsel São Miguel. 1874 übernahm José Bensaude mit weiteren Anteilen die Mehrheit an der Reederei, die bis 1970 zur Grupo Bensaude gehörte. Den Firmensitz verlegte er nach Lissabon.

### Entwicklung bis Ende des Ersten Weltkrieges
Die Verträge mit der Regierung wurden sukzessive bis 1914 verlängert. In dieser Zeit baute das Unternehmen seine Flotte aus und erneuerte sie laufend: Als Ersatz für die verlorene Insulano charterte sie 1875 die Neptuno und bestellte ihren ersten Neubau Luso. Auf die ebenfalls verlorene Atlântico folgte 1877 die Açor, und bis 1914 ergänzten die Benguela (ab 1883/84), Funchal (ab 1884), Vega (ab 1890), Peninsular (ab 1893), San Miguel (ab 1905) und Insulano II (ab 1910) die Flotte. Über die bestehende Route hinaus richtete die Reederei 1885 eine verlängerte Passagier- und Frachtlinie nach Nordamerika mit Stopps in Boston und New York ein, die vor allem Auswanderer beförderte. Aufgrund des Konkurrenzdruckes musste sie die Verbindung 1910 wieder einstellen, die Vega und die Peninsular wurden 1899 bzw. 1910 wieder verkauft. Anschließend konzentrierte sich die Reederei auf die Verbindung zwischen Lissabon, Madeira und den Azoren.
Während des Ersten Weltkrieges wurde die Empresa Insulana und ihre Flotte der neugeschaffenen Regierungsbehörde Serviço Insulano de Navegação unterstellt. Nach dem Kriegseintritt Portugals auf Seiten der Alliierten 1916 wurden ihr von der Staatsreederei Transportes Maritimos do Estado zeitweilig zwei der beschlagnahmten deutschen Schiffe überlassen. Die Porto Santo (ex Guahyba) und São Jorge (ex Sardinia) ersetzen die für Nachschubtransporte der Regierung genutzten San Miguel und Funchal. Nach dem Krieg gab die Reederei die São Jorge zurück, während die Porto Santo noch 1918 gesunken war. Im Kriegsverlauf ging keines der Schiffe der Reederei verloren. Doch am 14. Oktober 1918 griff das deutsche U-Boot U 139 die San Miguel an, die durch den Einsatz des portugiesischen Marinetrawlers Augusto de Castilho entkommen konnte. Der Trawler sank im Gefecht mit dem U-Boot.

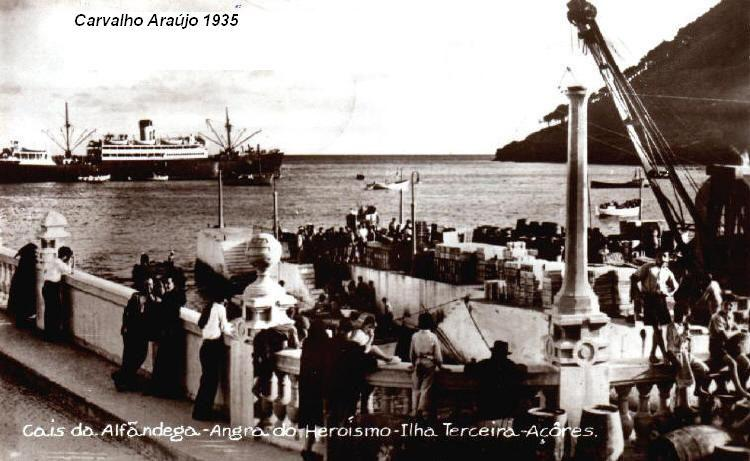
Carvalho Araújo 1935 in Angra do Heroísmo

### Entwicklung bis Ende des Zweiten Weltkrieges
Nach dem Krieg verschlechterte sich die finanzielle Situation der Reederei. Dennoch ersetzte sie 1922 die alte Funchal durch die von der Transportes Maritimos Do Estado übernommene Lima (ex Westerwald). 1930 folgten zwei Anschaffungen: Die kleine Corvo war das erste Motorschiff und zugleich das erste Frachtschiff der Empresa Insulana. Damit reagierte die Reederei auf den madeirischen Konkurrenten Empresa de Navegação Madeirense, der zuvor mit der Funchalense das erste Motorschiff des Archipels in Dienst gestellt hatte. Im gleichen Jahr erhielt sie den in Italien bestellten Neubau Carvalho Araújo, der monatlich die Azoren anlief. Die Weltwirtschaftskrise, steigende Kohlepreise, die Abwertung der portugiesischen Währung und damit zurückgehende Fracht- und Passagierraten hinderten die Reederei jedoch an der weiteren Modernisierung. Im Zweiten Weltkrieg nahm die Reederei wieder Transatlantikfahrten auf und überstand den Krieg ohne Verluste.

### Flottenerneuerung

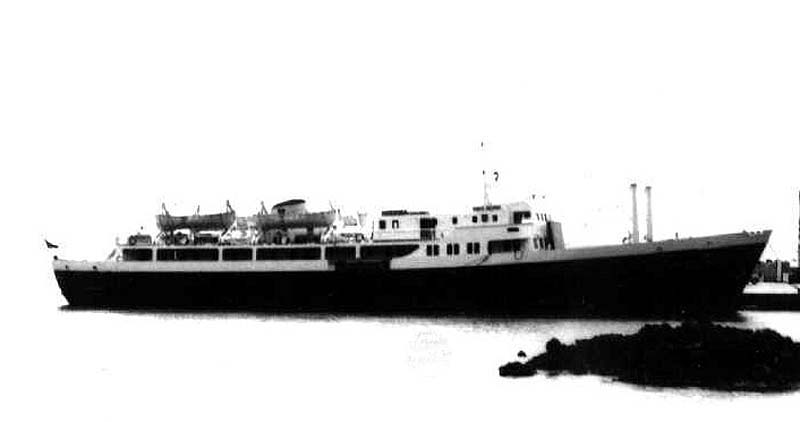
Ponta Delgada auf den Azoren

Nach dem Krieg war die Flotte der Reederei wie die der gesamten portugiesischen Schifffahrt überaltert. Von dem Erneuerungsprogramm der portugiesischen Regierung für die Handelsmarine, dem Despacho 100 vom 10. August 1945, sollte auch die Empresa Insulana profitieren. Bis 1955 erhielt sie fünf Schiffe im Rahmen dieses Programms: 1948 das Frachtschiff Terceirense, 1949 mit der Gorgulho und der Madalena erstmals zwei Fruchtschiffe sowie 1955 die kleinen Passagierschiffe Cedros und Arnel. Die beiden vorgesehenen großen Passagierschiffe kamen jedoch nicht zustande, da die Reederei aufgrund des hohen Konkurrenzdrucks nicht über genügend finanzielle Ressourcen verfügte, es intern zu Verzögerungen bei den Entscheidungen kam und daher die staatliche Unterstützung verfiel. Vor dem Hintergrund von drei weiteren portugiesischen Anbietern im Passagierverkehr mit den Azoren (Companhia de Navegação Carregadores Açorianos, Empresa de Transportes do Funchal und Empresa de Navegação Madeirense) schlug der zuständige Marineminister Américo Tomás vor, die vier Unternehmen zu verschmelzen. Doch dagegen sprachen sich die betroffenen Reedereien aus.

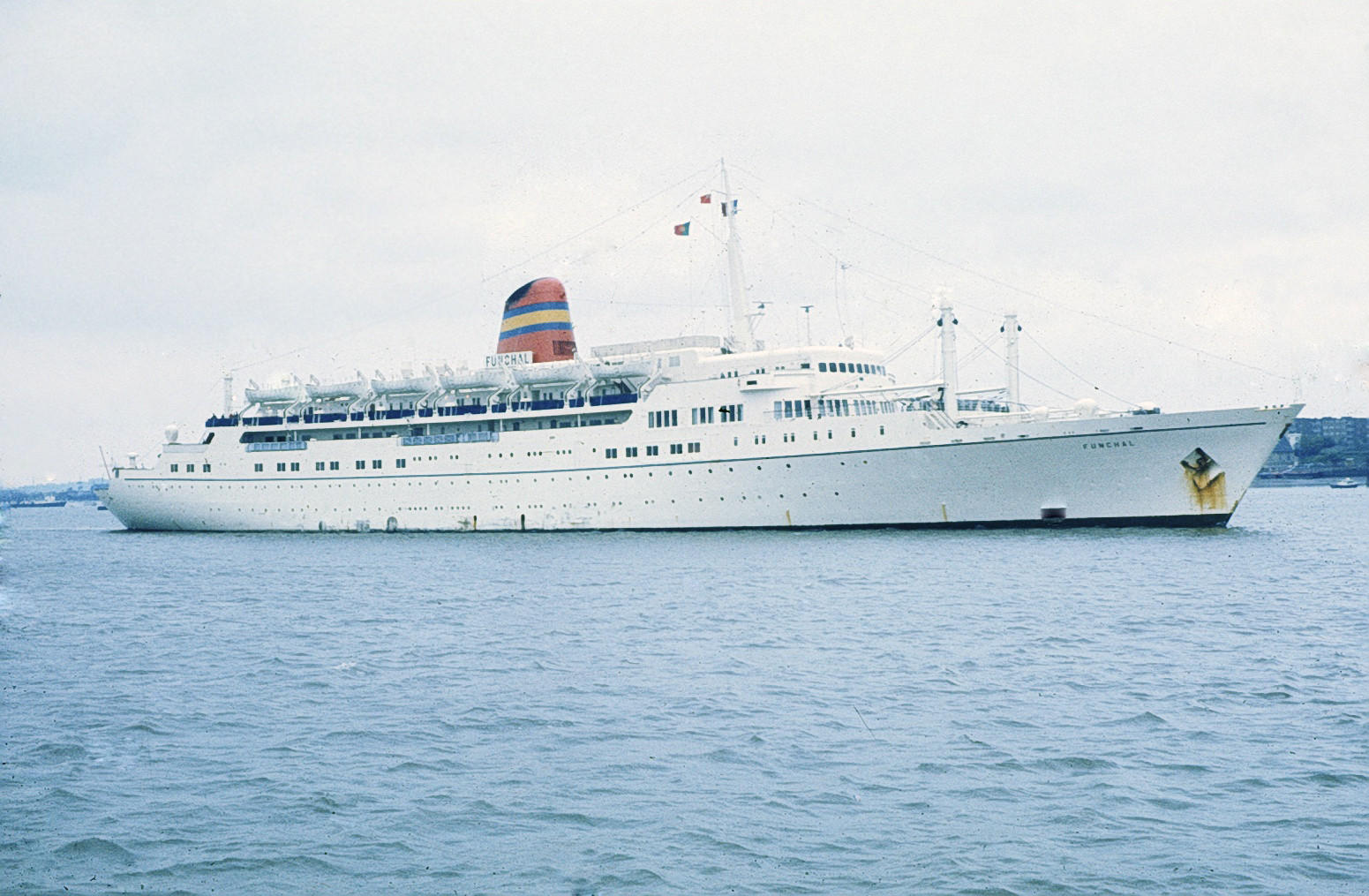
Funchal im Jahr 1977

Nach Abschluss des Despacho-Programms 1955 folgten in den 1960er-Jahren vor allem Passagierschiffe. Bereits 1959 hatte die Reederei in Dänemark die Funchal bestellt, die ab 1961 zunächst im Verkehr mit dem Festland, später für Kreuzfahrten eingesetzt wurde und das Bild der Reederei prägte. Als Ersatz für die verlorene Arnel kam 1961 die Ponta Delgada zur Flotte und verkehrte zwischen den Azoreninseln, gefolgt 1966 von der in Israel angekauften Angra do Heroísmo, dem größten Passagierschiff der Reederei. Mit der Konkurrenz durch die Luftfahrt wurden beide großen Passagierschiffe später für Kreuzfahrten genutzt.

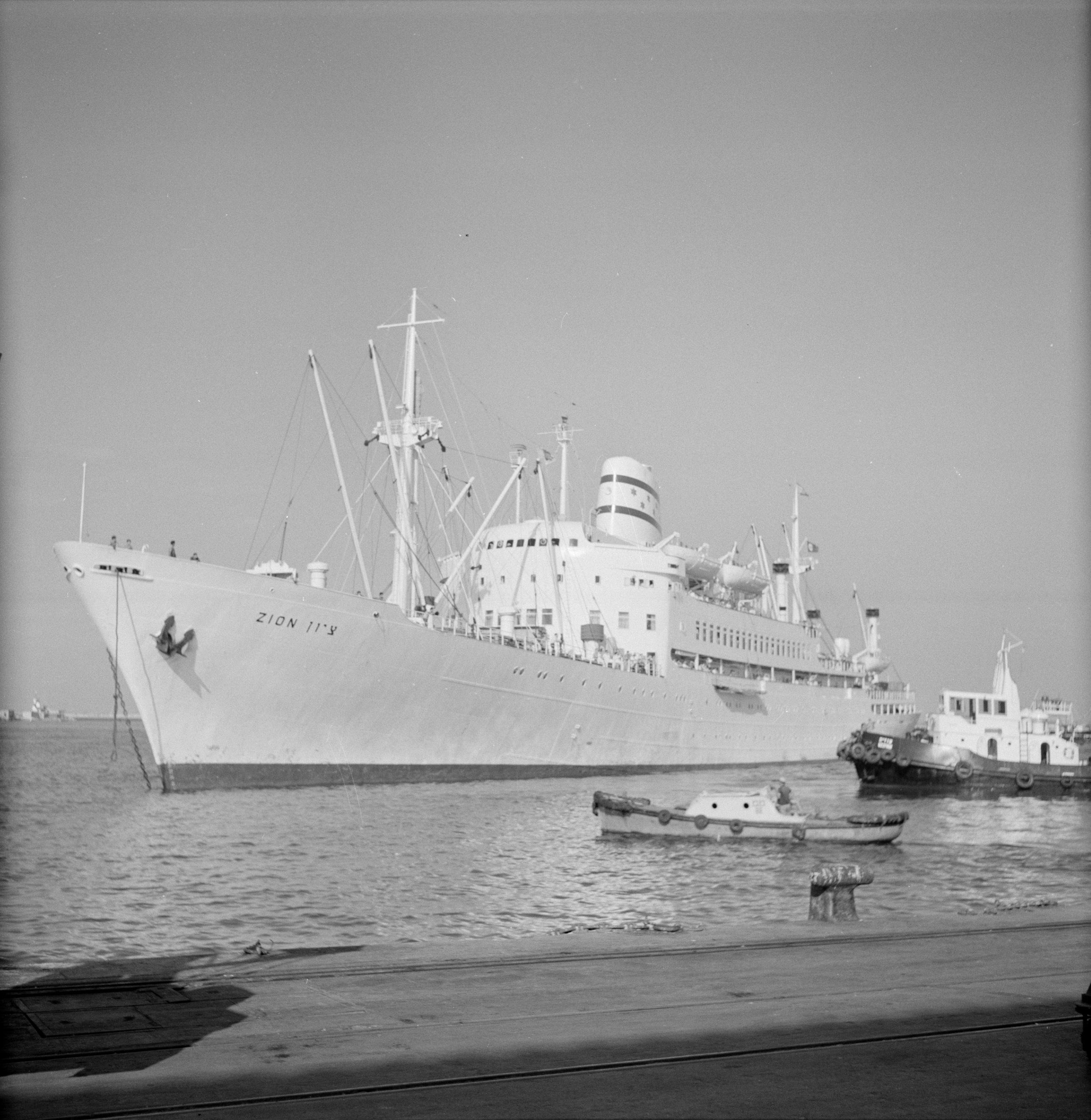
Zion, Schwesterschiff der Angra do Heroísmo

### Verkauf, Expansion und Fusion
1970 verkaufte die Grupo Bensaude die Empresa Insulana an die Empresa de Trânsito e Estiva (ETE), die umgehend ein Modernisierungsprogramm einleitete und neue Routen schuf. Mehrere gebraucht angekaufte Frachter (Roçados, Serpa Pinto (2), Muxima, Congo, Lagoa (3), Sete Cidades (2)) fuhren ab 1971 zu den portugiesischen Kolonien in Afrika – sehr zum Missfallen der beiden Reedereien Companhia Colonial de Navegação und Companhia Nacional de Navegação. Neben Transporten von Truppen und militärischen Nachschubgütern für den Kolonialkrieg eröffnete die Empresa Insulana 1971 Verbindungen nach Guinea, Angola, Mosambik, aber auch nach Nordeuropa.

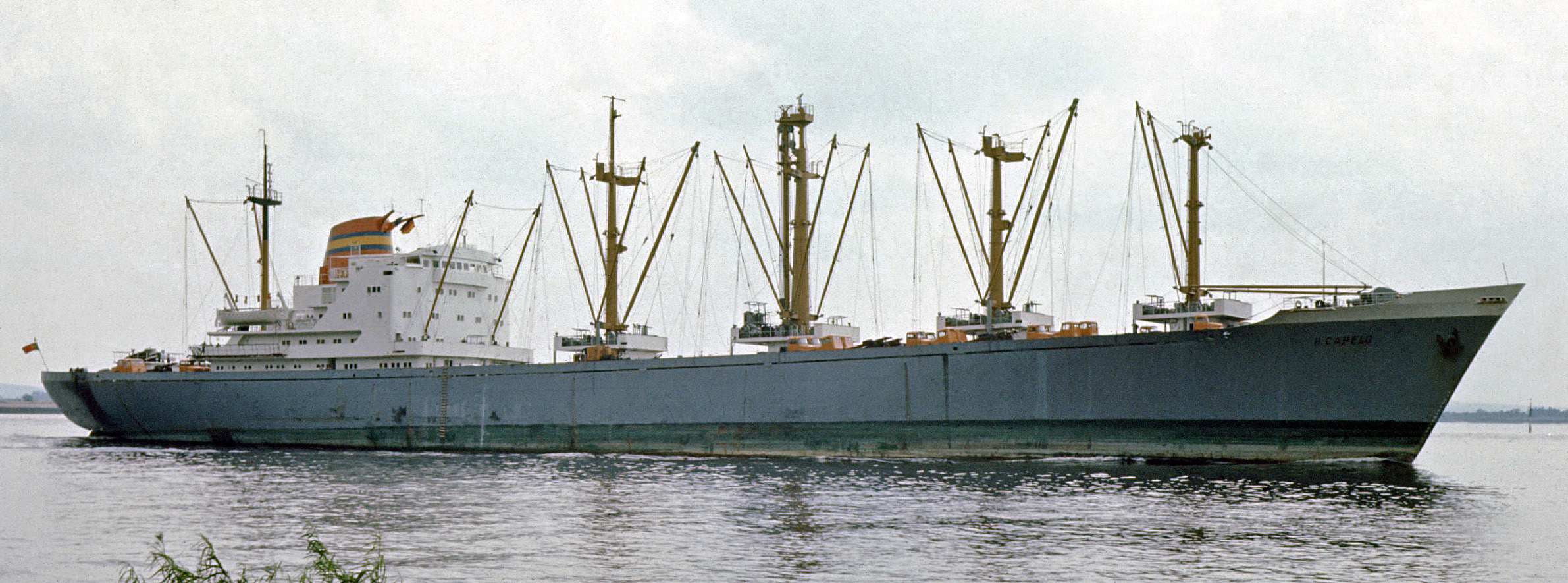
Hermengildo Capelo, das letzte Schiff der Reederei

Zeitgleich geriet die Reederei Carregadores Açoreanos in finanzielle Schwierigkeiten, ihre Kontrolle übernahm ebenfalls die ETE und darüber übernahm die Empresa Insulana schließlich die Carregadores Açoreanos. Die Schiffe des vormaligen Konkurrenten gliederte sie bis Dezember 1972 in ihre Flotte ein (Açores, Horta, Monte Brasil, Ponta Garça, Ribeira Grande). Das von der ETE initiierte Modernisierungsprogramm wurde unterdessen fortgesetzt und 1972 sowie im Folgejahr noch einmal eine größere Anzahl von Schiffen in die Flotte integriert (Carvalho Araujo (2), Pereira d'Eça, Cedros (2), Gorgulho (2), Lima (2), Mauricio de Oliveira, Rodrigues Cabrilho, João da Nova, Ponta Sao Lourenco, Hermengildo Capelo). Mit diesen Schiffen nahm die Reederei zum Teil neuen Linien in Europa und Afrika auf, teilweise nutzte sie die Erwerbungen für azoreanische Verbindungen.
Auf die Krise der weltweiten Schifffahrt aufgrund von Überkapazitäten und Preisverfall der Frachtraten, der zunehmenden Konkurrenz der Luftfahrt regierte der portugiesische Staat mit lenkenden Maßnahmen: Die großen Reedereien des Landes sollte ihre Konkurrenzfähigkeit durch Fusionen wiedererlangen. Die ETE als Muttergesellschaft der Empresa Insulana drängte sie dabei zur Fusion mit der Companhia Colonial de Navegação, die vor dem Bankrott stand. Stattdessen verkaufte die ETE die Empresa Insulana an die Sociedade Financeira de Lisboa, unter deren Ägide die beiden Unternehmen am 1. Februar 1974 zur neuen Reederei Companhia Portuguesa de Transportes Marítimos verschmolzen wurden. Damit endete die 103-jährige Geschichte der Empresa Insulana.

## Schiffe der Reederei
Die Liste enthält die See-Schiffe der Reederei einschließlich gecharterter, zugewiesener oder unsicher Schiffe, die als solche gekennzeichnet sind.
| Name                 | Baujahr | Werft                                                            | Vermessung | Dienstzeit     | Anmerkungen, Verbleib |
| -------------------- | ------- | ---------------------------------------------------------------- | ---------- | -------------- | --- |
| Atlântico            | 1866    | J. Key, Kinghorn                                                 | 1032 BRT   | 1872–1877      | ex Dane, 1872 von Empresa Lusitana übernommen, 1877 nach Kollision mit unbekanntem Schiff auf dem Tejo ersetzt. |
| Insulano             | 1868    | Earle’s Shipbuilding and Engineering Company, Kingston upon Hull | 877 BRT    | 1872–1875      | erbaut für Bailey & Leetham, 1872 von Empresa Lusitana übernommen, 1875 verloren. |
| Neptuno              | 1873    | k. A.                                                            | 874 BRT    | 1875–1877      | von Bailey & Leetham 1875 bis zur Lieferung der Luso gechartert. |
| Luso                 | 1875    | k. A.                                                            | 999 BRT    | 1877–1883      | am 27. Juli 1883 Schiffbruch vor Lagoa auf der Azoreninsel São Miguel. |
| Açor                 | 1877    | Earle’s Shipbuilding and Engineering Company, Kingston upon Hull | 1211 BRT   | 1877–1905      | 1905 verkauft an Empreza Nacional de Navegação: Guiné. |
| Benguela             | 1863    | Charles Lungley, Deptford                                        | 1308 BRT   | 1883–1890      | ex. Saxon, 1876 an Bailey & Leetham, 1883 Ankauf von der Empresa Lusitana, 1890 im Atlantik gesunken. |
| Funchal              | 1884    | Sir James Laing and Sons, Sunderland                             | 1743 BRT   | 1884–1927      | durchgehend auf der Route Lissabon – Azoren im Einsatz, 1927 abgewrackt. |
| Vega                 | 1879    | A. Leslie and Company, Hebburn                                   | 2893 BRT   | 1890–1899      | ex. brit. Vega für mehrere Reedereien, 1890 Ankauf, 1899 als Benguela an Empresa Nacional de Navegação, 1907 in Moçâmedes gestrandet. |
| Knight of St. John   | 1884/85 | k. A.                                                            | k. A.      | 1890–?         | keine weiteren Angaben, Zugehörigkeit zur Reederei nicht gesichert. |
| Peninsular           | 1887    | Joseph L. Thompson and Sons, Sunderland                          | 2744 BRT   | 1893–1910      | ex. brit. Murrumbidgee, Ankauf 1893, Verkauf an Empresa Nacional de Navegação, 1924 abgewrackt. |
| San Miguel           | 1905    | Sir Raylton Dixon and Company, Middlesbrough                     | 2557 BRT   | 1905–1930      | Neubau für Azoren-Route, 1930 als Guiné der Companhia Colonial de Navegação, 1950 abgewrackt. |
| Insulano (2)         | 1884    | W. B. Thompson, Glasgow                                          | 1634 BRT   | 1910–1917      | ex. frz. Berry, 1907 Insulano der Companhia de Navegação Madeirense e Açoreana a Vapor, 1910 Ankauf, 1917 in der Gironde-Mündung gestrandet. |
| Porto Santo          | 1895    | Blohm + Voss, Hamburg                                            | 2576 BRT   | 1916–1918      | ex. dt. Guahyba, 1914 in Madeira interniert, 1916 beschlagnahmt, an Transportes Maritimos Do Estado und bei der Empresa Insulana im Einsatz, 1918 gesunken. |
| São Jorge            | 1898    | Blohm + Voss, Hamburg                                            | 3601 BRT   | 1916–1918      | ex. dt. Sardinia, 1914 auf Faial interniert, 1916 beschlagnahmt, an Transportes Maritimos Do Estado und bei der Empresa Insulana im Einsatz, 1925 Amboim der Companhia Colonial de Navegação, 1933 abgewrackt. |
| Lima                 | 1907    | Furness, Withy & Co., West Hartlepool                            | 3901 BRT   | 1922–1969      | ex dt. Westerwald, 1914 in Lissabon interniert, 1916 beschlagnahmt und Transportes Marítimos Do Estado zugewiesen, 1922 Ankauf, 1969 abgewrackt. |
| Corvo                | 1919    | Pusnæs Støberi & Mek Verksted, Arendal                           | 773 BRT    | 1930–1950      | 1919 norw. Truma, 1923 Dva, 1926 Martha, 1930 Ankauf als Corvo, 1950 Corvo der Mutualista Açoreana; 1958 umbenannt in Óscar; 1960 São Silvano der Empresa de Navegação Frasil, 1965 Silnave, 1982 abgewrackt. |
| Carvalho Araújo      | 1930    | Cantieri Navale Triestino, Monfalcone                            | 4560 BRT   | 1930–1973      | Neubau der Reederei, 1973 abgewrackt. |
| Terceirense          | 1948    | Grangemouth Dockyard Company, Grangemouth                        | 1295 BRT   | 1948–1974      | Genutzt für Transport lebender Rinder zwischen Azoren und Lissabon, 1974 an Companhia Portuguesa de Transportes Marítimos, 1969 bei Carapacho im Südosten der Azoreninsel Graciosa auf Grund gelaufen und später gesunken.                                                                                                |
| Gorgulho             | 1949    | Grangemouth Dockyard Company, Grangemouth                        | 1196 BRT   | 1949–1974      | Fruchtschiff, 1972 umbenannt in Lusio, 1974 an Companhia Portuguesa de Transportes Marítimos, 1975 zypr. Madalena, 1978 zypr. Nikola, 1988 aus Lloyd-Register gestrichen. |
| Madalena             | 1950    | Grangemouth Dockyard Company, Grangemouth                        | 1199 BRT   | 1950–1974      | Fruchtschiff, 1974 an Companhia Portuguesa de Transportes Marítimos, 1977 verkauft, 1977 Umbau zum Leichter, 1992 aus Lloyds Register gestrichen. |
| Cedros               | 1955    | Estaleiros Navais de Viana do Castelo, Viana do Castelo          | 1028 BRT   | 1955–1973      | 1973 umbenannt in Marso, 1974 an Companhia Portuguesa de Transportes Marítimos, n. a. A. 1973 abgewrackt. |
| Arnel                | 1955    | Estaleiros Navais de Viana do Castelo, Viana do Castelo          | 1025 BRT   | 1955–1958      | 1958 vor der Insel Santa Maria auf Grund gelaufen und verloren gegangen. |
| Funchal              | 1961    | Helsingør Skibsværft og Maskinbyggeri, Helsingør                 | 9.563 BRT  | 1961–1974      | EIN-Neubau für Route Lissabon – Madeira – Azoren sowie Kreuzfahrten. 1974 an Companhia Portuguesa de Transportes Marítimos und als Kreuzfahrtschiff genutzt, 1985 an Arcalia Shipping, 2003 an Classic International Cruises, 2013 an Portuscale Cruises, 2015 aufgelegt, 2018 an Signature Living und seitdem aufgelegt. |
| Ponta Delgada        | 1961    | Lisnave, Lissabon                                                | 1054 BRT   | 1962–1974      | Ersatzbau für die verlorene Arnel, verkehrte v. a. zwischen den Azoreninseln, 1974 an Companhia Portuguesa de Transportes Marítimos, 1985 verkauft, 2001 im Hafen Lissabon gesunken, 2007 abgewrackt. |
| Angra do Heroismo    | 1955    | Deutsche Werft, Hamburg                                          | 10.187 BRT | 1966–1974      | Passagierschiff als Reparationsleistung: israel. Israel, Schwesterschiff der Amélia de Mello; 1966 Ankauf, 1974 an Companhia Portuguesa de Transportes Marítimos, 1974 abgewrackt. |
| Faial                | 1950    | Ardrossan Shipbuilding Company, Ardrossan                        | 2639 BRT   | 1968–1973      | ex Lúrio der Companhia Nacional de Navegação, 1968 Ankauf, 1973 abgewrackt. |
| Corvo (2)            | 1954    | Chantiers et Ateliers Augustin Normand, Le Havre                 | 1014 BRT   | 1969 (Charter) | ex frz. Merignac; 1958 Corvo der Mutualista Açoreana, Februar bis Mai 1969 gechartert; 1974 umbenannt in Maia, 1976 verkauft, Umbau zu Leichter; ca. 1998 Umbau zu Baggerschiff; bis mind. 2012 in Betrieb. |
| Ilha do Porto Santo  | 1952    | Estaleiros Navais de Viana do Castelo, Aveiro                    | 657 BRT,   | 1969–1974      | ex Funchalense der Empresa de Navegação Madeirense, 1969 von dieser als Ersatz für die untergegangene Terceirense gechartet, Charter 1974 von Companhia Portuguesa de Transportes Marítimos übernommen und Schiff gekauft, 1982 abgewrackt.                                                                               |
| Congo                | 1961    | Howaldtswerke, Hamburg                                           | 9.464 BRT  | 1971–1974      | ex dt. Nürnberg, 1971 Ankauf, 1974 an Companhia Portuguesa de Transportes Marítimos, 1985 an Portlines, 1986 abgewrackt. |
| Muxima               | 1962    | Howaldtswerke, Hamburg                                           | 9.463 BRT  | 1971–1974      | ex dt. Wolfsburg, 1971 Ankauf, 1974 an Companhia Portuguesa de Transportes Marítimos, 1985 an Portlines: Vasco Fernandes, 1987 abgewrackt. |
| Rocadas              | 1970    | Chernomorsky Shipyard (Schwarzmeerwerft), Mykolajiw              | 12.112 BRT | 1971–1974      | ex panam. Tropico; 1971 Ankauf, 1974 an Companhia Portuguesa de Transportes Marítimos, 1985 portug. Gaspar Vaz der Portline, 1986 gibralt. Alpha Nova, 1989 nassauisch Alpha Nova, 1993 nordkor. Won San, 2001 abgewrackt.                                                                                                |
| Serpa Pinto (2)      | 1970    | Chernomorsky Shipyard (Schwarzmeerwerft), Mykolajiw              | 12.112 BRT | 1971–1974      | ex panam. Tropicalia; 1971 Ankauf, 1974 an Companhia Portuguesa de Transportes Marítimos, 1986 zypr. Irene P., 1998 abgewrackt. |
| Lagoa (3)            | 1962    | Falkvarv, Falkenberg                                             | 521 BRT    | 1971–1974      | 1962 finn. Vaasa, 1964 norweg. Bure, 1971 Ankauf, 1974 an Companhia Portuguesa de Transportes Marítimos, 1986 ohne Namenswechsel an Vinave, 1991 Mago, Verbleib unklar. |
| Sete Cidades         | 1961    | Falkvarv, Falkenberg                                             | 1086 BRT   | 1971–1974      | 1961 schwed. Nordpol, 1904 norweg. Bruse, 1971 Ankauf, 1974 an Companhia Portuguesa de Transportes Marítimos, 1986 ohne Namenswechsel an Vianalis in Lissabon, 1990 hondur. Consul, 1990 hondur. Rahmi, 1992 panam. Sharaf Alddin, 2000 komor. Egenur, 2005 komor. Diamond I, Verbleib unklar.                            |
| Açores               | 1958    | Finnboda Varv, Nacka                                             | 2962 BRT   | 1972–1974      | als schwed. Svea bestellt und vor Fertigstellung von Carregadores Açoreanos angekauft, 1972 übernommen, 1974 an Companhia Portuguesa de Transportes Marítimos, 1985 an Portline: Pedro Reinel, 1987 verkauft: Pedro Express, 1987 abgewrackt.                                                                             |
| Horta                | 1949    | Blyth Dry Docks & Shipbuilding Company, Blyth (Northumberland)   | 2546 BRT   | 1972–1974      | 1972 von Carregadores Açoreanos übernommen, 1974 an Companhia Portuguesa de Transportes Marítimos, 1981 abgewrackt. |
| Monte Brasil         | 1948    | A. Vuyk & Zonen, Capelle aan den IJssel                          | 2394 BRT   | 1972–1974      | 1972 von Carregadores Açoreanos übernommen, 1974 an Companhia Portuguesa de Transportes Marítimos, 1982 abgewrackt. |
| Ponta Garça          | 1960    | Estaleiros Navais de Viana do Castelo, Viana do Castelo          | 1809 BRT   | 1972–1974      | 1972 von Carregadores Açoreanos übernommen, 1974 an Companhia Portuguesa de Transportes Marítimos, 1986 Antero de Quental der Transinsular, 1988 abgewrackt. |
| Ribeira Grande       | 1948    | A. Vuyk & Zonen, Capelle aan den IJssel                          | 2388 BRT   | 1972–1974      | 1972 von Carregadores Açoreanos übernommen, 1974 an Companhia Portuguesa de Transportes Marítimos, 1987 abgewrackt. |
| Somar                | 1950    | Sociedad Española de Construccion Naval, Bilbao                  | 2414 BRT   | 1972–1973      | 1950 span Villaviciosa, 1951 portug. Lagoa (2) der Carregadores Açoreanos, 1972 von dieser übernommen, 1973 abgewrackt. |
| Carvalho Araujo (2)  | 1972    | Verolme do Brasil, Angra dos Reis                                | 11.327 BRT | 1972–1974      | Stapellauf als Itaquera; 1972 mit Fertigstellung Ankauf, 1974 an Companhia Portuguesa de Transportes Marítimos, 1985 an Portline, 1986 abgewrackt. |
| Pereira d'Eça        | 1972    | Verolme do Brasil, Angra dos Reis                                | 11.230 BRT | 1972–1974      | Stapellauf als Juno; 1972 mit Fertigstellung Ankauf, 1974 an Companhia Portuguesa de Transportes Marítimos, 1985 an Portline, 1986 abgewrackt. |
| Cedros (2)           | 1966    | Aarhus Flydedok, Aarhus                                          | 499 BRT    | 1972–1974      | ex. dän. Ibiza, 1972 Ankauf, 1974 an Companhia Portuguesa de Transportes Marítimos, 1986 verkauft an Componave, 1990 abgewrackt. |
| Gorgulho (2)         | 1965    | Aarhus Flydedok, Aarhus                                          | 499 BRT    | 1972–1974      | ex. dän. Mallorca, 1972 Ankauf, 1974 an Companhia Portuguesa de Transportes Marítimos, 1986 Vitorino Nemesio der Transinsular, 1988 abgewrackt. |
| Lima (2)             | 1966    | Aarhus Flydedok, Aarhus                                          | 590 BRT    | 1972–1974      | ex. dän. Korsika, 1972 Ankauf, 1974 an Companhia Portuguesa de Transportes Marítimos, 1985 aufgelegt, 1991 abgewrackt. |
| Mauricio de Oliveira | 1970    | Schiffs- und Bootswerft Gebr. Schürenstedt, Bardenfleth          | 2.848 BRT  | 1972–1974      | ex Weser Isle, 1972 Contrans, 1972 Ankauf, 1974 an Companhia Portuguesa de Transportes Marítimos, 1986 Colombo, 1987 Pauline M., 1995 Pauline Metz, 2002 Noor, 2003 Beny, 2005 Prince, 2008 Al Fullq 7, Verbleib unklar.                                                                                                  |
| Rodrigues Cabrilho   | 1969    | Schiffs- und Bootswerft Gebr. Schürenstedt, Bardenfleth          | 2.847 BRT  | 1972–1974      | ex Ellen Isle, 1972 Seetrans, 1972 Eagle, 1972 Ankauf, 1974 an Companhia Portuguesa de Transportes Marítimos, 1986 Magilan, 1988 Naniha, 1988 Pamela, 1989 Mild Splendour, 1994 Fuxing, 1998 An Hua Xin, 1999 Chang Song, Verbleib unklar.                                                                                |
| João da Nova         | 1963    | Schiffbau-Gesellschaft Unterweser, Bremerhaven                   | 1.868 BRT  | 1973–1974      | ex dt. Ariadne; 1973 Ankauf, 1974 an Companhia Portuguesa de Transportes Marítimos, 1986 an Transinsular Transportes Maritimos: Manuel de Arriaga, 1989 nach Panama, 1989 jamaican Nile 1, 1989 Amina Star, 1993 Umbau zum Tiertransporter Hamadeh IV, 2003 abgewrackt.                                                   |
| Ponta Sao Lourenco   | 1965    | Kremer-Werft, Elmshorn                                           | 1.161 BRT  | 1973–1974      | ex dt. Thunar, 1973 Ankauf, 1974 an Companhia Portuguesa de Transportes Marítimos, 1986 Teofilo de Braga, 1988 abgewrackt. |
| Hermengildo Capelo   | 1965    | Rotterdamsche Droogdok Maatschappij, Rotterdam                   | 10946 BRT  | 1973–1974      | ex. ndl. Moerdyk, 1973 Ankauf, 1974 an Companhia Portuguesa de Transportes Marítimos, 1985 an Portline verchartert, 1986 abgewrackt. |